# Отъм Рийсър
Отъм Алиша Рийсър (на английски: Autumn Alicia Reeser) е американска актриса. Прави телевизионния си дебют през 2003 г. и впоследствие печели популярност с ролята си на Тейлър Таунсънд в сериала „Ориндж Каунти“.